# Киани, Нахид
Нахид Киани (перс. ناهید کیانی‎; род. 1 августа 1998, Исфахан) — иранская тхэквондистка. Серебряный призёр летних Олимпийских игр 2024 года, чемпионка мира 2023 года, чемпионка Азии 2022 года, бронзовый призёр Азиатских игр. Участница летних Олимпийских игр 2020 и 2024 годов.

## Биография
Нахид Киани родилась 1 августа 1998 года в Исфахане в Иране.

## Карьера
Киани завоевала бронзовые медали чемпионата Азии 2016 года и Азиатских игр 2018 года.
На летних Олимпийских играх в Токио, в 2021 году, Нахид приняла участие в соревнованиях в весовой категории до 57 кг и уступила в первом же поединке Кимие Ализаде.
В 2022 году Киани завоевала золотую медаль на чемпионате Азии в Южной Корее, в финале одолев соперницу из Узбекистана Чарос Каюмову.
На чемпионате мира 2023 года в Баку, в категории до 53 кг, одолела всех своих соперниц и стала чемпионкой мира. В решающей схватке победила соперницу из Китая Цуо Жу.
На летних Олимпийских играх 2024 года в Париже, в весовой категории до 57 кг стала обладательницей серебряной медали. В финальной схватке уступила сопернице из Южной Кореи Ким Ю Чжин.